# Santa Rosa de Lima (kommun i Brasilien, Santa Catarina)
Santa Rosa de Lima är en kommun i Brasilien.   Den ligger i delstaten Santa Catarina, i den södra delen av landet, 1 400 km söder om huvudstaden Brasília. Antalet invånare är 2 065.
I omgivningarna runt Santa Rosa de Lima växer i huvudsak städsegrön lövskog. Runt Santa Rosa de Lima är det glesbefolkat, med 10 invånare per kvadratkilometer.